# Julius Gábriš

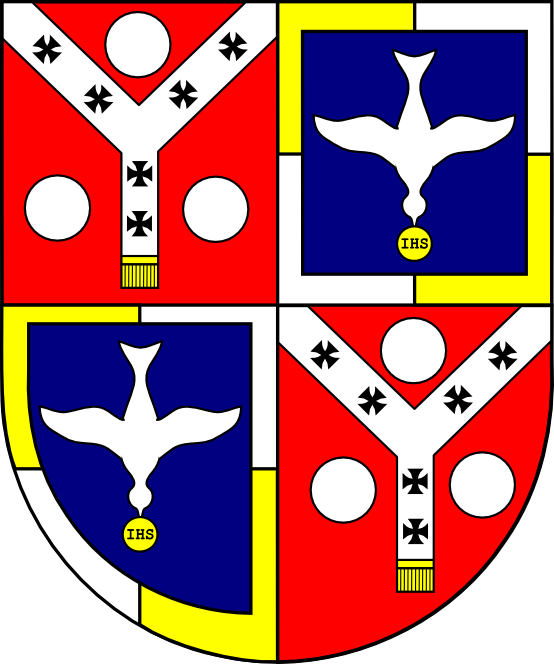
Wappen Julius Gábriš Erzbischof pro hac vice von Trnava

Julius Gábriš (* 5. Dezember 1913 in Tesárske Mlyňany; † 13. November 1987 in Trnava) war Apostolischer Administrator in Trnava.

## Leben
Er besuchte das Gymnasium in Zlaté Moravce. Nach dem Abitur trat er 1933 in das Priesterseminar in Trnava ein und studierte 1936 an der Theologischen Fakultät in Bratislava. Am 26. Juni 1938 empfing er in Bratislava durch Bischof Pavol Jantausch das Sakrament der Priesterweihe. Von 1938 bis 1944 studierte er Kunst und Wirtschaft und promovierte am 25. November 1944 und lehrte in Trnava Geschichte, Geographie und Wirtschaft. Von 1950 bis 1968 in der Gemeindepastoral tätig. Am 15. Mai 1968 wurde Julius Gábriš Generalvikar der Apostolischen Administratur in Trnava.
Nach dem Tod von Ambróz Lazík wurde er am 23. April 1969 von Papst Paul VI. zu dessen Nachfolger als Apostolischer Administrator von Trnava ernannt. Erst vier Jahre später stimmte die Regierung der CSSR der Bischofsernennung zu. Am 19. Februar 1973 wurde er zum Titularbischof von Decoriana geweiht. Die Bischofsweihe spendete ihm am 3. März 1973 der spätere Kardinalstaatssekretär Agostino Casaroli in der Kathedrale des heiligen Emmeram in Nitra; Mitkonsekratoren waren der spätere Erzbischof von Prag, František Tomášek, und der Bischof von  Leitmeritz, Štěpán Kardinal Trochta.
Sein Wahlspruch lautete: Cum auxilio Divino („Mit göttlicher Hilfe“).
Er starb am 13. November 1987 in Trnava und wurde in seinem Geburtsort beigesetzt.
Postum ernannte ihn Papst Johannes Paul II. zum Erzbischof pro hac vice.